# کتاب آکسفورد دانش‌نویسی مدرن
کتاب آکسفورد دانش‌نویسی مدرن گلچینی ادبی از گفته‌های مشهور علمی است، که توسط ریچارد داوکینز در دانشگاه آکسفورد انتخاب و معرفی شده‌است. کتاب در ماه مارس ۲۰۰۸ منتشر شده؛ و شامل مطالبی با درازای گوناگون، از کمتر از یک صفحه تا حدود هشت صفحه‌است. تمام مطالب از نوشته‌های بعد از ۱۹۰۰ است؛ که شامل اشعار، حکایات و مطالب عمیق و کلی فلسفی می‌شود.
این کتاب بازخوردهای خوبی داشته‌است. به گفتهٔ نیو ساینتیست: «اگر در تمام عمر تنها یک کتاب علمی می‌توانستید بخوانید، احتمالاً این آن کتاب بود».